# Linn Blohm
Linn Christina Blohm (født 20. maj 1992 i Stockholm) er en svensk håndboldspiller, der spiller for Győri Audi ETO KC og Sveriges kvindehåndboldlandshold. Hun kom til storklubben i 2021. Hun har tidligere optrådt for svenske IK Sävehof, Team Tvis Holstebro, FCM Håndbold, København Håndbold og CS Minaur Baia Mare. Hun debuterede på det svenske A-landshold i 2012.
Hun blev, sammen med resten af det svenske hold, nummer fire ved Sommer-OL 2020 i Tokyo.
Hendes lillesøster Frida Blohm, spiller også håndbold for RP IF Linköping.